# 世古和
世古 和（せこ のどか、1991年7月28日 - ）は、三重県出身の陸上競技選手。専門は短距離走で、100mの自己ベストは11秒50。2018年アジア大会女子4×100mリレーの日本代表。CRANE（乗馬クラブクレイン）所属。

## 経歴
1991年7月28日に三重県に生まれる。血液型はA型。両親は陸上経験者で、宇治山田商業高等学校出身の父は4×100mリレーにおいて全国2位の実績を誇る。

### 小学生時代
1年時から器械体操に取り組んでいたが、両親から勧められて3年時から陸上競技も始める。3年時に60mで9秒54、4年時に60mで9秒12の県小学生記録（ともに当時）を樹立。5年時には全国小学生陸上の100mで4位入賞するなど活躍したが、当時は体操に夢中で陸上競技はあまり好きではなかったという。

### 中学生時代
五十鈴中学校に進学してからも体操に取り組んでいたが、2年の春に脊椎4本骨折の大怪我をして体操は続けられなくなった。3年の春に陸上部の顧問から誘われて陸上部に入部し、本格的に陸上を始めると、全日本中学校選手権の200mで6位、ジュニアオリンピックの200mで5位、日本ジュニア室内大阪の60mで4位に入るなど活躍した。

### 高校生時代
2007年、父の母校でもある宇治山田商業高等学校に進学。
1年時からインターハイに出場し、4×100mリレーで3位入賞に貢献。2年時にはインターハイの100mと200mで2位、国民体育大会の100mで3位と優勝を逃すも、日本ユース選手権の200mを大会記録（当時）で制して初の全国優勝を成し遂げた。
高校3年時にはインターハイの100mを高校歴代6位（当時）の11秒68、4×100mリレーを高校歴代2位タイ・大会タイ（ともに当時）の46秒02で制して2冠を達成。更に10月の国民体育大会と日本ジュニア選手権の100mを制して高校3冠を達成した。12月には高校生ながら東アジア大会の4×100mリレー日本代表に選出され、1走を務めて銀メダル獲得に貢献した。

### 大学生時代
2010年、筑波大学に進学。
1年時には関東インカレの4×100mリレーで44秒87の関東学生記録・大会記録を樹立しての優勝に貢献、日本選手権の100mと200mで入賞、世界ジュニア選手権に出場、日本ジュニア選手権の100mで優勝するなど活躍した。しかし、2年時と3年時は後脛骨筋と左ハムストリングスを肉離れする怪我をして思ったような活躍はできず、当時はほとんど陸上が楽しいとは思えなかったという。大学3年時には実家に1週間ほど帰り競技から離れた
大学4年の春に乗馬クラブクレインから内定を貰い、陸上は大学で引退すると決めていた。ところが、夏に100mで4年ぶりの自己ベストを更新するなど充実した日々を過ごし、日本インカレの前くらいから陸上を続けたいと思い始めるようになった。日本インカレは100mを学生歴代8位タイ（当時）の11秒64で制して初の大学日本一に輝いた。その後、陸上を続けたい気持ちを会社側に伝えたところ理解を得られ、大学卒業後も陸上競技を続けることになった。

### 社会人時代

#### 2014年
乗馬クラブクレインに入社。

#### 2015年
6月に日本選手権の100mで過去最高の5位に入ると、9月には全日本実業団選手権の100mを11秒60の自己ベスト（当時）で制し、社会人になって初の全国タイトルを獲得した。

#### 2016年
4月29日の織田記念国際100m決勝で11秒80（-1.8）をマークし、日本人トップの2位に入った（福島千里は決勝を棄権）。6月は5日の布勢スプリント100mで自身初の11秒5台となる11秒57（+0.7）をマークすると、25日の日本選手権100m決勝では11秒75（-0.2）をマークして3位に入り、初の表彰台に上った。この結果、リオデジャネイロオリンピックの4×100mリレー日本代表候補に選出。日本が出場権を獲得すれば日本代表となったが、出場権を獲得することはできなかった。

#### 2017年
春先に負った怪我の影響もあり、6月の日本選手権100mは2大会連続の表彰台を逃すも（5位）、7月22日のオールスターナイト陸上（実業団・学生対抗）100mでは11秒52（+1.4）をマークし、自己ベストを0秒05更新して2位に入った。

## 人物・エピソード
- 中学の頃に競馬好きのいとこの影響で馬が好きになり、ディープインパクトに当時夢中になった[9]。ディープインパクトの他に好きな競走馬はウオッカ[4]。
- 中学2年時に体操で大怪我をして落ち込んでいた時に両親が乗馬クラブに入会させてくれた。高校に進学して本気で陸上に取り組むようになってからはやめてしまったが、当時から将来は馬に関わる仕事をしたいと思い、就職活動では乗馬の指導員になりたくて乗馬クラブクレインを志望した。
- 大学時代の一時期ハードルに取り組んでいたが、これは筑波大学の学年対抗という大会でハードルを跳んだ結果、大学のコーチである谷川聡（110mハードル日本記録保持者）から「いけるかもしれないぞ」と勧められたのがきっかけだった。
- 当初は「陸上は大学まで」と決め、大学3年の11月頃から就職活動を開始し、現在入社した乗馬クラブクレインの他にスポーツメーカーや食品メーカーなどを志望していた。就職活動をしながら競技を続けるのは大変だったが、そのせいもあって内定を貰い陸上だけに集中できるようになった4月以降の練習はとても楽しく、練習に取り組む姿勢も変わった。「結果が出たから陸上が楽しくなったのではなく、楽しくなってきたから結果がついてきた」という[10]。
- 大学4年時に復活した理由について本人は、教育実習と就職活動をして陸上一筋ではなくなったこと（以前は結果を求めるあまり陸上に対してストイックになりすぎていた）、研修の乗馬で体幹と内転筋を鍛えられたこと、4年生になって（世間から）忘れ去られていたことなどを挙げている[要出典]。

## 自己ベスト
- 記録欄の（　）内の数字は風速（m/s）で、+は追い風を意味する。

| 種目         | 記録          | 年月日        | 場所     | 備考 |
| 屋外         | 屋外          | 屋外          | 屋外     | 屋外 |
| ------------ | ------------- | ------------- | -------- | ---- |
| 100m         | 11秒50 (+1.8) | 2018年6月3日  | 鳥取市   |      |
| 200m         | 24秒24 (+0.4) | 2009年7月11日 | 伊勢市   |      |
| 400m         | 55秒73        | 2009年8月16日 | 伊勢市   |      |
| 100mハードル | 14秒06 (+1.1) | 2011年5月1日  | つくば市 |      |
| 400mハードル | 59秒57        | 2011年9月10日 | 熊本市   |      |
| 室内         |               |               |          |      |
| 60m          | 7秒49         | 2010年2月10日 | 大阪市   |      |

## 主な成績
- 備考欄の記録は当時のもの

### 国際大会
| 年         | 大会                     | 場所       | 種目    | 結果   | 記録          | 備考 |
| ---------- | ------------------------ | ---------- | ------- | ------ | ------------- | ---- |
| 2009 (高3) | 日韓中ジュニア交流競技会 | 木浦       | 100m    | 2位    | 12秒24 (-1.1) |      |
| 2009 (高3) | 日韓中ジュニア交流競技会 | 木浦       | 100m    | 優勝   | 12秒53 (-2.4) |      |
| 2009 (高3) | 日韓中ジュニア交流競技会 | 木浦       | 4x100mR | 優勝   | 47秒26 (1走)  |      |
| 2009 (高3) | 日韓中ジュニア交流競技会 | 木浦       | 4x100mR | 優勝   | 47秒01 (1走)  |      |
| 2009 (高3) | 東アジア大会 (en)        | 香港       | 4x100mR | 2位    | 44秒89 (1走)  |      |
| 2010 (高3) | 日中ジュニア室内         | 大阪       | 60m     | 優勝   | 7秒49         |      |
| 2010 (大1) | 世界ジュニア選手権       | モンクトン | 100m    | 準決勝 | 12秒28        |      |
| 2010 (大1) | 世界ジュニア選手権       | モンクトン | 4x100mR | 予選   | 45秒78 (2走)  |      |
| 2015 (社2) | 日中韓3カ国交流          | 札幌       | 100m    | 4位    | 11秒70 (+1.8) |      |
| 2015 (社2) | 日中韓3カ国交流          | 札幌       | 4x100mR | 2位    | 45秒08 (3走)  |      |
| 2016 (社3) | 日中韓3カ国交流          | 金泉       | 4x100mR | 優勝   | 44秒84 (3走)  |      |
| 2018 (社5) | アジア大会               | ジャカルタ | 4x100mR | 5位    | 44秒93 (3走)  |      |

### 日本選手権
- 4x100mRは日本選手権リレーの成績

| 年         | 大会    | 場所     | 種目    | 結果 | 記録          | 備考 |
| ---------- | ------- | -------- | ------- | ---- | ------------- | ---- |
| 2009 (高3) | 第93回  | 横浜市   | 4x100mR | 8位  | 46秒54 (4走)  |      |
| 2010 (大1) | 第94回  | 丸亀市   | 100m    | 8位  | 11秒91 (+0.9) |      |
| 2010 (大1) | 第94回  | 丸亀市   | 200m    | 8位  | 24秒88 (-1.4) |      |
| 2010 (大1) | 第94回  | 横浜市   | 4x100mR | 2位  | 45秒27 (4走)  |      |
| 2011 (大2) | 第95回  | 横浜市   | 4x100mR | 4位  | 45秒80 (3走)  |      |
| 2012 (大3) | 第96回  | 横浜市   | 4x100mR | 予選 | 47秒26 (1走)  |      |
| 2013 (大4) | 第97回  | 横浜市   | 4x100mR | 2位  | 45秒96 (3走)  |      |
| 2014 (社1) | 第98回  | 福島市   | 100m    | 予選 | 11秒91 (+0.7) |      |
| 2015 (社2) | 第99回  | 新潟市   | 100m    | 5位  | 11秒89 (-0.3) |      |
| 2016 (社3) | 第100回 | 名古屋市 | 100m    | 3位  | 11秒75 (-0.2) |      |
| 2017 (社4) | 第101回 | 大阪市   | 100m    | 5位  | 11秒72 (+0.2) |      |
| 2018 (社5) | 第102回 | 山口市   | 100m    | 優勝 | 11秒64 (+0.8) |      |

### その他
- 主要大会を記載

| 年         | 大会                                        | 場所          | 種目      | 結果   | 記録            | 備考                         |
| ---------- | ------------------------------------------- | ------------- | --------- | ------ | --------------- | ---------------------------- |
| 2002 (小5) | 全国小学生陸上                              | 東京都        | 100m      | 4位    | 14秒17 (-0.5)   |                              |
| 2006 (中3) | 全日本中学校選手権                          | 丸亀市        | 200m      | 6位    | 25秒41 (+1.4)   |                              |
| 2006 (中3) | ジュニアオリンピック                        | 横浜市        | 200m      | 5位    | 25秒77 (0.0)    |                              |
| 2007 (中3) | 日本ジュニア室内大阪                        | 大阪市        | 60m       | 4位    | 7秒94           |                              |
| 2007 (高1) | インターハイ                                | 佐賀市        | 100m      | 予選   | 12秒46 (-1.6)   |                              |
| 2007 (高1) | インターハイ                                | 佐賀市        | 4x100mR   | 3位    | 47秒06 (4走)    |                              |
| 2007 (高1) | 国民体育大会                                | 秋田市        | 4x100mR   | 準決勝 | 47秒40 (4走)    |                              |
| 2007 (高1) | 日本ユース選手権                            | 大分市        | 100m      | 8位    | 12秒30 (+1.2)   |                              |
| 2008 (高2) | インターハイ                                | 熊谷市        | 100m      | 2位    | 11秒92          |                              |
| 2008 (高2) | インターハイ                                | 熊谷市        | 200m      | 2位    | 24秒80          |                              |
| 2008 (高2) | インターハイ                                | 熊谷市        | 4x100mR   | 準決勝 | 47秒50 (4走)    |                              |
| 2008 (高2) | 国民体育大会                                | 大分市        | 100m      | 3位    | 11秒92          |                              |
| 2008 (高2) | 国民体育大会                                | 大分市        | 4x100mR   | 予選   | 47秒51 (4走)    |                              |
| 2008 (高2) | 日本ユース選手権                            | 鳥取市        | 100m      | 3位    | 11秒86 (+1.7)   |                              |
| 2008 (高2) | 日本ユース選手権                            | 鳥取市        | 200m      | 優勝   | 24秒47 (+1.6)   | 大会記録                     |
| 2009 (高3) | インターハイ                                | 奈良市        | 100m      | 優勝   | 11秒68 (+1.6)   | 高校歴代6位                  |
| 2009 (高3) | インターハイ                                | 奈良市        | 200m      | 3位    | 24秒50 (+0.3)   |                              |
| 2009 (高3) | インターハイ                                | 奈良市        | 4x100mR   | 優勝   | 46秒02 (4走)    | 高校歴代2位タイ 大会タイ記録 |
| 2009 (高3) | インターハイ                                | 奈良市        | 4x400mR   | 7位    | 3分51秒43 (4走) |                              |
| 2009 (高3) | 国民体育大会                                | 新潟市        | 100m      | 優勝   | 11秒86 (0.0)    |                              |
| 2009 (高3) | 国民体育大会                                | 新潟市        | 4x100mR   | 5位    | 46秒26 (4走)    |                              |
| 2009 (高3) | 日本ジュニア選手権                          | 甲府市        | 100m      | 優勝   | 11秒75 (+0.3)   |                              |
| 2010 (大1) | 出雲陸上                                    | 出雲市        | 100m      | 優勝   | 12秒29 (-2.1)   |                              |
| 2010 (大1) | 織田記念                                    | 広島市        | 100m      | 7位    | 11秒90 (+1.7)   |                              |
| 2010 (大1) | 国際グランプリ大阪                          | 大阪市        | 100m      | 6位    | 11秒81 (-0.1)   |                              |
| 2010 (大1) | 関東インカレ (1部)                          | 東京都        | 4x100mR   | 優勝   | 44秒87 (4走)    | 関東学生記録                 |
| 2010 (大1) | 関東インカレ (1部)                          | 東京都        | 4x400mR   | 6位    | 3分42秒85 (1走) |                              |
| 2010 (大1) | 日本インカレ                                | 東京都        | 200m      | 準決勝 | 24秒88 (+3.0)   |                              |
| 2010 (大1) | 日本インカレ                                | 東京都        | 4x100mR   | 予選   | 47秒23 (4走)    |                              |
| 2010 (大1) | 国民体育大会                                | 千葉市        | 100m      | 7位    | 11秒99 (+0.5)   |                              |
| 2010 (大1) | 国民体育大会                                | 千葉市        | 4x100mR   | 準決勝 | 47秒02 (4走)    |                              |
| 2010 (大1) | 日本ジュニア選手権                          | 名古屋市      | 100m      | 優勝   | 11秒98 (+0.6)   |                              |
| 2010 (大1) | 日本ジュニア選手権                          | 名古屋市      | 200m      | 予選   | 25秒10 (+1.8)   |                              |
| 2010 (大1) | 水戸招待                                    | 水戸市        | 100m      | 2位    | 11秒91 (+3.0)   |                              |
| 2011 (大2) | 織田記念                                    | 広島市        | 100m      | 予選   | 12秒18 (-0.9)   |                              |
| 2011 (大2) | 関東インカレ (1部)                          | 東京都        | 100mH     | 準決勝 | DNS             | 予選14秒25 (-2.1)            |
| 2011 (大2) | 日本インカレ                                | 熊本市        | 400mH     | 予選   | 59秒57          | 自己ベスト                   |
| 2011 (大2) | 日本インカレ                                | 熊本市        | 4x100mR   | 3位    | 46秒08 (3走)    |                              |
| 2011 (大2) | 日本インカレ                                | 熊本市        | 4x400mR   | 4位    | 3分42秒91 (3走) |                              |
| 2011 (大2) | 国民体育大会                                | 山口市        | 100m      | 予選   | 12秒33 (-1.1)   |                              |
| 2011 (大2) | 国民体育大会                                | 山口市        | 400m      | 予選   | 57秒78          |                              |
| 2011 (大2) | 国民体育大会                                | 山口市        | 4x100mR   | 準決勝 | 46秒95 (3走)    |                              |
| 2012 (大3) | 日本インカレ                                | 東京都        | 100m      | 予選   | 12秒41 (-1.8)   |                              |
| 2012 (大3) | 日本インカレ                                | 東京都        | 4x100mR   | 3位    | 45秒99 (4走)    |                              |
| 2013 (大4) | 水戸招待                                    | 水戸市        | 100m      | 4位    | 12秒07 (-0.7)   |                              |
| 2013 (大4) | 関東インカレ (1部)                          | 東京都 横浜市 | 100m      | 2位    | 12秒43 (-2.6)   |                              |
| 2013 (大4) | 関東インカレ (1部)                          | 東京都 横浜市 | 200m      | 3位    | 24秒36 (+0.7)   |                              |
| 2013 (大4) | 関東インカレ (1部)                          | 東京都 横浜市 | 4x100mR   | 3位    | 46秒48 (1走)    |                              |
| 2013 (大4) | 関東インカレ (1部)                          | 東京都 横浜市 | 4x400mR   | 2位    | 3分41秒74 (4走) |                              |
| 2013 (大4) | 日本学生個人選手権                          | 平塚市        | 100m      | 8位    | 12秒11 (+1.0)   |                              |
| 2013 (大4) | 日本学生個人選手権                          | 平塚市        | 200m      | 準決勝 | 25秒48 (-0.4)   |                              |
| 2013 (大4) | 日本インカレ                                | 東京都        | 100m      | 優勝   | 11秒64 (+1.6)   | 自己ベスト                   |
| 2013 (大4) | 日本インカレ                                | 東京都        | 4x100mR   | 優勝   | 45秒84 (3走)    |                              |
| 2013 (大4) | 日本インカレ                                | 東京都        | 4x400mR   | 8位    | 3分54秒46 (4走) |                              |
| 2013 (大4) | 国民体育大会                                | 調布市        | 100m      | 4位    | 11秒91 (-0.5)   |                              |
| 2013 (大4) | 国民体育大会                                | 調布市        | 4x100mR   | 準決勝 | 47秒09 (2走)    |                              |
| 2013 (大4) | 実業団・学生対抗                            | 平塚市        | 100m      | 2位    | 11秒74 (+2.7)   |                              |
| 2013 (大4) | 実業団・学生対抗                            | 平塚市        | メドレーR | 優勝   | 2分10秒41 (2走) |                              |
| 2014 (社1) | 出雲陸上                                    | 出雲市        | 100m      | 優勝   | 11秒70 (+0.9)   |                              |
| 2014 (社1) | 織田記念                                    | 広島市        | 100m      | 6位    | 11秒76 (+1.5)   |                              |
| 2014 (社1) | 静岡国際                                    | 袋井市        | 200m      | B決勝  | 24秒50 (+0.6)   |                              |
| 2014 (社1) | 水戸招待                                    | 水戸市        | 100m      | 決勝   | DNS             | 予選12秒04 (+2.0)            |
| 2014 (社1) | ゴールデングランプリ東京                    | 東京都        | 4x100mR   | 5位    | 52秒21 (2走)    |                              |
| 2014 (社1) | 東日本実業団選手権                          | 福島市        | 100m      | 優勝   | 11秒91 (-1.5)   |                              |
| 2014 (社1) | 布勢スプリント                              | 鳥取市        | 100m      | 3位    | 11秒77 (+2.0)   |                              |
| 2014 (社1) | 国民体育大会                                | 諫早市        | 100m      | 準決勝 | 12秒09 (+0.8)   |                              |
| 2014 (社1) | 国民体育大会                                | 諫早市        | 4x100mR   | 準決勝 | 47秒38 (4走)    |                              |
| 2015 (社2) | 織田記念                                    | 広島市        | 100m      | 6位    | 12秒03 (-0.2)   |                              |
| 2015 (社2) | 静岡国際 (NGP)                              | 袋井市        | 200m      | 4位    | 24秒67 (+0.7)   |                              |
| 2015 (社2) | ゴールデングランプリ川崎                    | 川崎市        | 100m      | 6位    | 11秒65 (+1.2)   |                              |
| 2015 (社2) | 東日本実業団選手権                          | 熊谷市        | 100m      | 2位    | 11秒64 (+2.2)   |                              |
| 2015 (社2) | 東日本実業団選手権                          | 熊谷市        | 200m      | 決勝   | DNS             | 予選24秒88 (+1.5)            |
| 2015 (社2) | 全日本実業団選手権                          | 岐阜市        | 100m      | 優勝   | 11秒60 (+0.4)   | 自己ベスト                   |
| 2015 (社2) | 国民体育大会                                | 和歌山市      | 100m      | 4位    | 11秒81 (+0.3)   |                              |
| 2015 (社2) | 国民体育大会                                | 和歌山市      | 4x100mR   | 予選   | 46秒56 (2走)    | 準決勝進出                   |
| 2016 (社3) | オーストラリア選手権                        | シドニー      | 100m      | 準決勝 | 11秒87 (-0.6)   |                              |
| 2016 (社3) | オーストラリア選手権                        | シドニー      | 200m      | 予選   | 24秒84 (-1.0)   |                              |
| 2016 (社3) | 織田記念                                    | 広島市        | 100m      | 2位    | 11秒80 (-1.8)   |                              |
| 2016 (社3) | 静岡国際                                    | 袋井市        | 4x100mR   | 優勝   | 45秒11 (3走)    |                              |
| 2016 (社3) | ゴールデングランプリ川崎                    | 川崎市        | 4x100mR   | 2位    | 43秒95 (3走)    |                              |
| 2016 (社3) | ワールドチャレンジ北京                      | 北京市        | 4x100mR   | 2位    | 43秒81 (3走)    |                              |
| 2016 (社3) | 布勢スプリント                              | 鳥取市        | 100m      | 優勝   | 11秒57 (+0.7)   | 自己ベスト                   |
| 2016 (社3) | 全日本実業団選手権                          | 大阪市        | 100m      | 2位    | 11秒80 (+0.1)   |                              |
| 2016 (社3) | 国民体育大会                                | 北上市        | 100m      | 3位    | 11秒90 (+0.5)   |                              |
| 2016 (社3) | 国民体育大会                                | 北上市        | 4x100mR   | 準決勝 | 47秒04 (2走)    |                              |
| 2017 (社4) | 織田記念                                    | 広島市        | 100m      | B決勝  | 12秒00 (+2.0)   |                              |
| 2017 (社4) | 水戸招待                                    | 水戸市        | 100m      | 6位    | 12秒07 (+1.4)   |                              |
| 2017 (社4) | 東日本実業団選手権                          | 秋田市        | 100m      | 優勝   | 11秒68 (-0.5)   |                              |
| 2017 (社4) | 布勢スプリント                              | 鳥取市        | 100m      | 2位    | 11秒68 (+2.1)   |                              |
| 2017 (社4) | 実業団・学生対抗 （オールスターナイト陸上） | 平塚市        | 100m      | 2位    | 11秒52 (+1.4)   | 自己ベスト                   |
| 2017 (社4) | 実業団・学生対抗 （オールスターナイト陸上） | 平塚市        | メドレーR | 優勝   | 2分07秒37 (1走) |                              |
| 2018 (社5) | 織田記念                                    | 広島市        | 100m      | 4位    | 11秒66 (+1.3)   |                              |
| 2018 (社5) | 水戸招待                                    | 水戸市        | 100m      | 2位    | 12秒24 (-5.0)   |                              |
| 2018 (社5) | 東日本実業団選手権                          | 熊谷市        | 100m      | 優勝   | 11秒74 (+2.5)   |                              |
| 2018 (社5) | 布勢スプリント                              | 鳥取市        | 100m      | 4位    | 11秒50 (+1.8)   | 自己ベスト                   |
| 2018 (社5) | 実業団・学生対抗 （オールスターナイト陸上） | 平塚市        | 100m      | 優勝   | 11秒52 (+1.1)   |                              |
| 2018 (社5) | 全日本実業団選手権                          | 大阪市        | 100m      | 優勝   | 11秒66 (-0.1)   |                              |
| 2018 (社5) | 国民体育大会                                | 福井市        | 100m      | 優勝   | 12秒21 (-2.8)   |                              |
| 2018 (社5) | 国民体育大会                                | 福井市        | 4x100mR   | 予選   | 47秒06 (2走)    |                              |